# Infidels
Infidels je dvaadvacáté studiové album amerického písničkáře Boba Dylana. Vydáno bylo v říjnu roku 1983 společností Columbia Records. Nahráno bylo v dubnu a květnu toho roku v New Yorku a spolu s Dylanem jej produkoval Mark Knopfler. Dylan zvažoval i jiné hudebníky, kteří by mu s produkcí pomohli – byli to Elvis Costello, David Bowie a Frank Zappa. V hitparádě Billboard 200 se umístilo na dvacáté příčce.

## Seznam skladeb
Autorem všech skladeb je Bob Dylan.
1. „Jokerman“ – 6:12
2. „Sweetheart Like You“ – 4:31
3. „Neighborhood Bully“ – 4:33
4. „License to Kill“ – 3:31
5. „Man of Peace“ – 6:27
6. „Union Sundown“ – 5:21
7. „I and I“ – 5:10
8. „Don't Fall Apart on Me Tonight“ – 5:54

## Obsazení
- Bob Dylan – zpěv, kytara, harmonika, klávesy
- Alan Clark – klávesy
- Sly Dunbar – bicí, perkuse
- Clydie King – zpěv
- Mark Knopfler – kytara
- Robbie Shakespeare – bskytara
- Mick Taylor – kytara